# 청주가로수도서관
청주가로수도서관(淸州街路樹圖書館)은 대한민국 충청북도 청주시에 있는 공공 도서관이다.

## 연혁
- 2021년 4월 29일 개관.